# Ricard Vives i Sabaté
Ricard Vives i Sabaté (Reus, 19 de juliol de 1907 - Vilanova i la Geltrú, 1995) va ser un impressor i gravador català
El seu pare, reusenc, exercia de mestre a Les Borges Blanques, però va decidir tenir el seu fill a Reus. Al cap de poc del naixement, tornà a Les Borges, on Ricard passà la infància. Als 11 anys la família es traslladà a Vilanova i la Geltrú, d'on ja no se'n mourien. Estudià dibuix i magisteri a Barcelona, i exercí un temps de mestre a l'Hospitalet de Llobregat. Encara que tenia afició a la poesia i a la música, es dedicà a la xilografia, art que dominava, ja que era un excel·lent dibuixant. Va conèixer les tècniques xilogràfiques antigues dels llibres manuscrits i dels incunables, i s'especialitzà en el gravat en testa. Va destacar sobretot en l'edició de goigs, i en realitzà les xilografies de més d'un miler, n'edità reculls i en feu exposicions. Va col·laborar amb Lluís Solé i Sabarís en diversos treballs cartogràfics, realitzant els dibuixos de plànols. Va tenir cura de l'edició facsímil de l'Atles Català de 1375. Treballà amb premses manuals, seguint tècniques antigues, cosa que li donà prestigi entre els impressors artesans. De entre les seves publicacions destaca Les Belles estampes xilogràfiques catalanes, un recull en cinc carpetes que mostra l'art de la xilografia.
L'escriptor Xavier Garcia i Soler li va fer una biografia: Ricard Vives i Sabaté. Una vida per als goigs. Vilanova i la Geltrú, 1991.